# WebCopier
WebCopier és un arxivador de llocs web per a Windows, Linux i Apple Macintosh desenvolupat per l'empresa estatunidenca Maximum Soft.
Explora llocs web i els emmagatzema localment per a la seva posterior consulta sense connexió. Això permet tenir còpies locals a l'ordinador de llocs web sencers i visualitzar-los sense necessitat d'estar connectats a Internet. D'aquesta manera, es pot baixar parts de diaris electrònics, documents o informació en general i llegir-la una vegada desconnectats d'Internet. Era una eina molt útil quan no existien tarifes planes de connexió a Internet.
Fou traduït al català per Softcatalà, però ja no s'actualitza.
Actualment, aquest producte, en la seva versió bàsica, es troba disponible a la web en una versió de prova de 15 dies i, en la seva versió completa, al preu de 30 $.
La traducció catalana d'aquest producte tengué bastant d'ús gràcies a la seva gratuïtat, a la traducció que en feu Softcatalà i a la posterior inclusió en diversos reculls en cd de programari en català.